# پرینس اوسی اوسو
پرینس اوسی اوسو (انگلیسی: Prince Osei Owusu؛ زادهٔ ۷ ژانویهٔ ۱۹۹۷) بازیکن فوتبال اهل غنا است.
از باشگاه‌هایی که در آن بازی کرده‌است می‌توان به باشگاه فوتبال اشتوتگارت اشاره کرد.
وی همچنین در تیم‌های ملی فوتبال جوانان آلمان، و جوانان آلمان، و جوانان آلمان، بازی کرده‌است.